# Carlos Menditéguy
Carlos Menditéguy,  argentinski dirkač formule 1, * 10. avgust 1914, Buenos Aires, Argentina, † 27. april 1973, Argentina.
Carlos Menditéguy je pokojni argentinski dirkač Formule 1. Debitiral je na domači dirki za Veliko nagrado Argentine v sezoni 1953, ko je odstopil. Enako velja za naslednji sezono 1954, v sezoni 1955 pa je nastopil še na Veliki nagradi Italije in dosegel svojo prvo uvrstitev med dobitniki točk s petim mestom. V sezoni 1956 je na domači dirki zopet odstopil, v sezoni 1957 pa je na dirki za Veliko nagrado Argentine osvojil tretje mesto, svoj najboljši rezultat kariere. Po še enem odstopu na domači dirki v sezoni 1958, je v svojem zadnjem nastopu v Formuli 1 na domači dirki za Veliko nagrado Argentine osvojil četrto mesto, po dirki pa se je upokojil kot dirkač Formule 1. Umrl je leta 1973.

## Popolni rezultati Formule 1
(legenda) (odebeljene dirke pomenijo najboljši štartni položaj, poševne pa najhitrejši krog, †-uvrščen kljub odstopu)
| Leto | Moštvo                    | Šasija              | Motor               | 1       | 2       | 3   | 4       | 5      | 6   | 7     | 8   | 9   | 10  | 11  | Prv | Toč |
| ---- | ------------------------- | ------------------- | ------------------- | ------- | ------- | --- | ------- | ------ | --- | ----- | --- | --- | --- | --- | --- | --- |
| 1953 | Equipe Gordini            | Gordini Type 16     | Gordini Straight-6  | ARG Ret | 500     | NIZ | BEL     | FRA    | VB  | NEM   | ŠVI | ITA |     |     | -   | 0   |
| 1954 | Onofre Marimon            | Maserati A6GCM/250F | Maserati Straight-6 | ARG DNS | 500     | BEL | FRA     | VB     | NEM | ŠVI   | ITA | ŠPA |     |     | -   | 0   |
| 1955 | Officine Alfieri Maserati | Maserati 250F       | Maserati Straight-6 | ARG Ret | MON     | 500 | BEL     | NIZ    | VB  | ITA 5 |     |     |     |     | 19. | 2   |
| 1956 | Officine Alfieri Maserati | Maserati 250F       | Maserati Straight-6 | ARG Ret | MON     | 500 | BEL     | FRA    | VB  | NEM   | ITA |     |     |     | -   | 0   |
| 1957 | Officine Alfieri Maserati | Maserati 250F       | Maserati Straight-6 | ARG 3   | MON Ret | 500 | FRA Ret | VB Ret | NEM | PES   | ITA |     |     |     | 14. | 4   |
| 1958 | Scuderia Sud Americana    | Maserati 250F       | Maserati Straight-6 | ARG 7   | MON     | NIZ | 500     | BEL    | FRA | VB    | NEM | POR | ITA | MAR | -   | 0   |
| 1960 | Scuderia Centro Sud       | Cooper T51          | Maserati Straight-4 | ARG 4   | MON     | 500 | NIZ     | BEL    | FRA | VB    | POR | ITA | ZDA |     | 19. | 3   |